# Libiš
Libiš (en allemand : Libisch) est une commune du district de Mělník, dans la région de Bohême-Centrale, en République tchèque. Sa population s'élevait à 2 415 habitants en 2024.

## Géographie
Libiš se trouve à 2 km au nord-ouest du centre de Neratovice et fait partie de son aire urbaine, à 9 km au sud de Mělník et à 23 km au nord-nord-est du centre de Prague.
La commune est limitée par Kly et Tuhaň au nord, par Tišice à l'est, par Neratovice au sud, et par Obříství à l'ouest et au nord-ouest.

## Histoire
La première mention écrite de la localité date de 1320.